# Premio UEFA al Mejor Jugador en Europa 2021

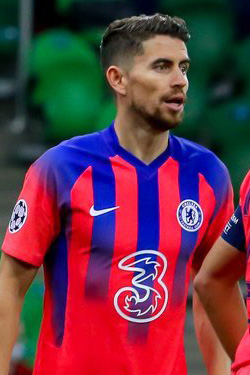
El futbolista ítalo-brasileño Jorginho juega para el Chelsea FC en un partido de la UEFA Champions League contra el FC Krasnodar el 28 de octubre de 2020.

El Premio UEFA al Mejor Jugador en Europa 2021 es un galardón que se otorgó por la Unión de Asociaciones de Fútbol Europea (UEFA) al mejor futbolista europeo de la temporada 2020-21. La distinción le fue entregada al ganador, Jorge Luiz Frello, en la ciudad de Estambul, Turquía, el 26 de agosto de 2021.

## Palmarés
Entre los diez seleccionados a optar a finalistas, el Chelsea F.C. y el Manchester City F.C. fueron los clubes con más representados con dos jugadores cada uno.

### Finalistas
| Posición | Futbolista        | Club                  | Votos |
| -------- | ----------------- | --------------------- | ----- |
| 1.ª      | Jorge Luiz Frello | Chelsea F.C.          | 175   |
| 2.ª      | Kevin De Bruyne   | Manchester City F. C. | 167   |
| 3.ª      | N'Golo Kanté      | Chelsea F.C.          | 160   |

### Preseleccionados
Los tres finalistas salieron de un total de diez jugadores que finalizaron clasificados según los puntos obtenidos en las votaciones.
| Posición | Futbolista           | Club                      | Puntos |
| -------- | -------------------- | ------------------------- | ------ |
| 4.ª      | Lionel Messi         | F. C. Barcelona           | 148    |
| 5.ª      | Robert Lewandowski   | F. C. Bayern              | 140    |
| 6.ª      | Gianluigi Donnarumma | A.C. Milan                | 49     |
| 7.ª      | Kylian Mbappé        | Paris Saint-Germain F. C. | 31     |
| 8.ª      | Raheem Sterling      | Manchester City F. C.     | 18     |
| 9.ª      | Cristiano Ronaldo    | Juventus F. C.            | 16     |
| 10.ª     | Erling Haaland       | Borussia Dortmund         | 15     |